# ديتينهو
ديتينهو (بالبرتغالية: Detinho‏) (11 سبتمبر 1973 في البرازيل - ) هو لاعب كرة قدم برازيلي في مركز الهجوم. لعب مع نادي باسوش دي فيريرا ونادي جنوب الصين ونادي سيتيزن ونادي ليتشويس وF.C. Marco ‏ وU.D. Oliveirense ‏ وSC Vianense ‏ وإمورتال دسبورتيفو ‏ وكامبومايورنسي ‏ وVasco Esporte Clube ‏ وWing Yee FT ‏.

## وصلات خارجية
- ديتينهو على موقع قاعدة بيانات كرة القدم.إي يو (الإنجليزية)
- ديتينهو على موقع Soccerway.com (الإنجليزية)